# 오가와정 (도치기현)
오가와정(小川町)은 도치기현 나스군에 있었던 정이다. 